# Kemba Walker

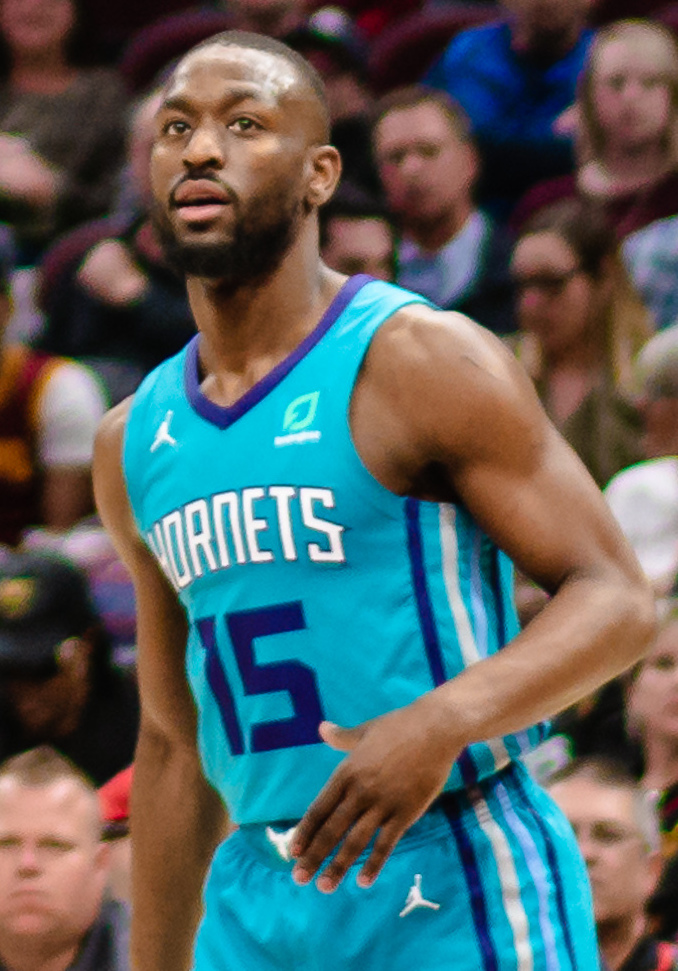
Kemba Walker i Charlotte Hornets, 2019.

Kemba Hudley Walker, född 8 maj 1990 i Bronx, New York, är en amerikansk tidigare basketspelare (point guard).

## Lag
- Charlotte Bobcats/Hornets (2011–2019)
- Boston Celtics (2019–2021)
- New York Knicks (2021–2022)
- Dallas Mavericks (2022–2023)
- AS Monaco (2023–2024)